# トーマス・サドスキー
トーマス・サドスキー（Thomas Sadoski、1976年7月1日 - ）は、アメリカの舞台や映画、テレビの俳優。HBOのドラマシリーズ『ニュースルーム』のドン・キーファー役や、『Life in Pieces』のマット・ショート役などで知られる。

## 私生活
コネチカット州ニューヘイブン生まれ、テキサス州カレッジステーション育ち。
北テキサス大学に1学期だけ在籍して退学後、1998年にニューヨークのサークル・イン・ザ・スクエア演劇学校を卒業。
2007年、キャスティングディレクターのキンバリー・ホープと結婚、2015年に離婚する 。俳優のアマンダ・サイフリッドと2016年に交際を始め 同年9月12日に婚約 、2017年3月12日に結婚した 。同月24日には娘が生まれた。2020年9月には二人目の子供として息子が生まれた。

## 来歴
オフブロードウェイ公演『This is Our Youth』でマーク・ラファロの代演を務めたことで注目を浴び 、ニューヨークの、ブロードウェイやオフブロードウェイの舞台に数多く出演。 2008年には、後にドラマ『ニュースルーム』で共演するアリソン・ピルと共に、ニール・ラビュート作の舞台『reason to be pretty』に出演。同作がオフブロードウェイで高評価を得て興業としても成功するようになると、2009年4月にブロードウェイへ場を移し、2009年にはトニー賞3賞（最優秀主演男優賞、最優秀助演女優賞、最優秀作品賞）でノミネート。ドラマ・デスク・アワード（最優秀主演男優賞、最優秀演出賞、最優秀作品賞）や アウター・クリティクス・サークル賞（最優秀主演男優賞、最優秀新作賞） 、ドラマリーグ賞（最優秀作品賞、パフォーマンス賞） の各賞でもノミネートされた。2011年、ジョン・ロビン・ベイツ作公演『アザー・デザート・シティーズ』のトリップ役でオビー賞やルシル・ローテル賞を受賞 。アウター・クリティクス・サークル賞は同作を新しい傑出した作品とたたえた 。またブロードウェイ公演では、ジョン・グアル作『House of Blue Leaves』ベン・スティラーやイーディ・ファルコ、ジェニファー・ジェイソン・リー、アリソン・ピルとも共演している。

## 映画
長編映画デビューは2000年のロマンティック・コメディー作品『Loser』（エイミー・ヘッカーリング監督、邦題『恋は負けない』）。

## テレビ
2011年、アーロン・ソーキン作のHBO製作ドラマシリーズ『ニュースルーム』に出演 。『ロー&オーダー』や『アズ・ザ・ワールド・ターンズ』にもゲスト出演している。
| テレビ        | テレビ                                                     | テレビ               | テレビ                                                             |
| 年            | タイトル                                                   | 役割                 | 注記                                                               |
| ------------- | ---------------------------------------------------------- | -------------------- | ------------------------------------------------------------------ |
| 2005年        | ロー&オーダー Law & Order                                  | ロバート・バーンズ   | 1話(シーズン16第9話『刑法』)                                       |
| 2007年        | アズ・ザ・ワールド・ターンズ As the World Turns            | ジェシー・カルフーン | 8話                                                                |
| 2007年        | LAW & ORDER:犯罪心理捜査班 Law & Order: Criminal Intent    | パトリック・カーデル | 1話(シーズン7第4話『美しい顔』)                                    |
| 2009年        | アグリー・ベティ Ugly Betty                                | パトリック           | 1話(シーズン3第11話『奪われたドレス』)                             |
| 2009年        | LAW & ORDER:性犯罪特捜班 Law & Order: Special Victims Unit | ジョー・サガード     | 1話(シーズン11第11話『移民』)                                      |
| 2012-2014年度 | ニュースルーム The Newsroom                                | ドン・キーファー     | 3シーズン、25話（シリーズレギュラー)                               |
| 2013-2014     | LAW & ORDER:性犯罪特捜班 Law & Order: Special Victims Unit | ネイト・デイビス     | 2話(シーズン15第9話『巧妙な冤罪』、同第16話『チームに捧げた青春』) |
| 2015          | The Slap                                                   | ゲイリー             | 1シーズン、8話                                                     |
| 2015年–2019年 | Life in Pieces                                             | マット               | メインキャスト                                                     |
| 2020          | Tommy                                                      | Mayor Buddy Gray     | メインキャスト                                                     |
| 2023          | クラウデッド・ルーム The Crowded Room                      | マット・ダン         | リカーリング                                                       |

## 音声作品
2011年に発売された、スティーブン・キングの小説『Mile 81』のオーディオブックでナレーターを務めた 。
オーディオファイル誌は「サドスキーが、モンスターの行動を淡々と語ることで、聴くと恐怖を煽られる作品になっている」と評し、パブリッシャーズウィークリー誌も「ぞっとするような怖いストーリーラインとは対照的に、トーマス・サドスキーはなめらかで淡々とした語り口だ」とした。
| 2012年 | Mile 81                | スティーブン・キング   | オーディオブック |
| 2013年 | Reasons To Be Pretty   | ニール・ラビュート     | ラジオドラマ     |
| 2013年 | Reasons To Be Pretty   | ニール・ラビュート     | ラジオドラマ     |
| 2015   | The Children's Crusade | アン・パッカー         | オーディオブック |
| 2016年 | Zero K                 | ドン・デリオ           | オーディオブック |
| 2022年 | The Candy House        | ジェニファー・イーガン | オーディオブック |

## 受賞・ノミネート
| 年     | 受賞                               | カテゴリ                       | 作                                               | 結果       |
| ------ | ---------------------------------- | ------------------------------ | ------------------------------------------------ | ---------- |
| 2008年 | ルシル・ローテル賞                 | 演劇最優秀主演男優賞           | Becky Shaw                                       | ノミネート |
| 2009年 | 第63回トニー賞                     | 演劇主演男優賞                 | Reasons To Be Pretty                             | ノミネート |
| 2009年 | ドラマ・デスク・アワード           | 演劇優秀男優賞                 | Reasons To Be Pretty                             | ノミネート |
| 2009年 | ドラマーリーグ賞                   | 抜群のパフォーマンス           | Reasons To Be Pretty                             | ノミネート |
| 2009年 | アウター・クリティクス・サークル賞 | 演劇優秀男優賞                 | Reasons To Be Pretty                             | ノミネート |
| 2011年 | ルシル・ローテル賞                 | 演劇優秀主演男優賞             | アザー・デザート・シティーズ Other Desert Cities | 受賞       |
| 2011年 | オビー賞                           | 男優による抜群のパフォーマンス | アザー・デザート・シティーズ Other Desert Cities | 受賞       |